# Кавенчин (гміна)
Гміна Кавенчин (пол. Gmina Kawęczyn) — сільська гміна у північно-західній Польщі. Належить до Турецького повіту Великопольського воєводства.
Станом на 31 грудня 2011 у гміні проживало 5265 осіб.

## Територія
Згідно з даними за 2007 рік площа гміни становила 101.06 км², у тому числі:
- орні землі: 81.00%
- ліси: 11.00%

Таким чином, площа гміни становить 10.87% площі повіту.

## Населення
Станом на 31 грудня 2011:
| Опис     | Загалом | Загалом | Чоловіки | Чоловіки | Жінки | Жінки |
| -------- | ------- | ------- | -------- | -------- | ----- | ----- |
| одиниця  | осіб    | %       | осіб     | %        | осіб  | %     |
| все      | 5265    | 100     | 2641     | 50.16    | 2624  | 49.84 |
| міське   | 0       | 100     | 0        |          | 0     |       |
| сільське | 5265    | 100     | 2641     | 50.16    | 2624  | 49.84 |

## Сусідні гміни
Гміна Кавенчин межує з такими гмінами: Ґощанув, Добра, Ліскув, Малянув, Пшикона, Турек, Гміна Цекув-Кольонія.